# Nikolai Ramm Østgaard
Nikolai Ramm Østgaard (Oslo, 30 ottobre 1885 – 20 giugno 1958) è stato un militare norvegese, aiutante di campo di Olav V.

## Biografia
Era il figlio del mercante Einar Ostgaard (1857-1907), e di sua moglie, Karen Betzy Bredesen (1858-1938), e nipote dello scrittore Nikolai Ramm Ostgaard. Nel luglio 1916 sposò Ragni Gullichsen (1894-1956). Una delle loro figlie sposò Erling Welle-Strand.
Nel 1908 si diplomò all'Accademia Militare. Dal 1908 al 1913 insegnò educazione fisica e matematica a Kristiania, mentre trascorse parecchi inverni come istruttore di sci in Europa centrale.

## Carriera
Nel 1914 divenne il personal trainer del principe ereditario Olav, con la raccomandazione di Sigurd Halling. Fu promosso aiutante di campo per il principe ereditario nel 1924 e sua moglie divenne damigella della principessa ereditaria.
Ostgaard era abile nel salto con gli sci e nello sci nordico, vinse inoltre tre coppe di calcio norvegese con il suo club SFK Lyn nel 1908, 1910 e 1911. Fu presidente della SFK Lyn (1911-1912), della Kristiania Skiing District Association (1909-1910) e della Federazione di sci norvegese (1927-1930). Quando faceva parte quest'ultima carica divenne vice presidente della Federazione Internazionale di Sci (1928-1934), poi fu presidente (1934-1951).
Nel 1921 venne promosso a capitano, nel 1935 a maggiore e nel 1940 a colonnello. Fu promosso a capo aiutante di campo del principe ereditario nel 1945. Nel 1946 pubblicò un libro sulla principessa ereditaria.